# Corethrella ananacola
Corethrella ananacola är en tvåvingeart som beskrevs av Dyar 1926. Corethrella ananacola ingår i släktet Corethrella och familjen Corethrellidae. Inga underarter finns listade i Catalogue of Life.